# Robert Baudinne
Robert Baudinne (* 10. Juni 1900 in Schaerbeek/Schaarbeek; † nach 1936) war ein belgischer Eishockeyspieler. 

## Karriere
Robert Baudinne nahm für die belgische Nationalmannschaft an den Olympischen Winterspielen 1936 in Garmisch-Partenkirchen teil. Mit seinem Team belegte er den 13. und somit letzten Platz. Er selbst kam im Turnierverlauf in drei Spielen zum Einsatz. Auf Vereinsebene spielte er für den Brusselse IJshockeyclub. 